# Murailles romaines de Toulaud
Les murailles romaines de Toulaud sont des murailles situées à Toulaud, en France.

## Localisation
Les murailles sont situées dans le quartier des Fonts, sur la commune de Toulaud, dans le département français de l'Ardèche.

## Historique
L'édifice est inscrit au titre des monuments historiques en 1933.